# 669
Évszázadok: 6. század – 7. század – 8. század
Évtizedek: 610-es évek – 620-as évek – 630-as évek – 640-es évek – 650-es évek – 660-as évek – 670-es évek – 680-as évek – 690-es évek – 700-as évek – 720-as évek
Évek: 664 – 665 – 666 – 667 –  668 – 669 – 670 – 671 – 672 – 673 – 674

## Események

### Bizánci Birodalom
- IV. Kónsztantinosz császár sereget küld a szicíliai Miziziosz trónkövetelő ellen (egyes források szerint maga vezeti a csapatokat), akit elfognak és kivégeznek.
- Az arabok Szicília és Észak-Afrika partvidékét fosztogatják. A Kis-Ázsiában portyázó, előző évben Konstantinápolyt ostromló Jazid az év végén visszatér Szíriába.
- Meghal II. Thómasz konstantinápolyi pátriárka. Utóda V. Ióannész.

### Kína
- Kao-cung császár utasítására az előző évben meghódított koreai Kogurjo népének egy részét Kínába költöztetik.

### Japán
- Tendzsi császár régi hívének, Nakatomi no Kamatarinak a legmagasabb rangot (taisókan) adományozza és Fudzsivarára változtatja a családnevét. Kamatari súlyosan megbetegszik - felesége, Kagami no Ókimi felgyógyulását remélve megalapítja a Kófuku-dzsi templomot - majd még ebben az évben meghal.

## Születések
- II. Gregorius, római pápa
- Kutajba ibn Muszlim, arab hadvezér

## Halálozások
- Fudzsivara no Kamatari, japán államférfi, a Fudzsivara klán alapítója
- Miziziosz, bizánci trónkövetelő

## Fordítás
- Ez a szócikk részben vagy egészben  a(z)   669 című angol Wikipédia-szócikk ezen változatának fordításán alapul.  Az eredeti cikk szerkesztőit annak laptörténete sorolja fel. Ez a jelzés csupán a megfogalmazás eredetét és a szerzői jogokat jelzi, nem szolgál a cikkben szereplő információk forrásmegjelöléseként.